# Ottleya rigida
Ottleya rigida är en ärtväxtart som först beskrevs av George Bentham, och fick sitt nu gällande namn av Dmitry Dmitrievich Sokoloff. Ottleya rigida ingår i släktet Ottleya och familjen ärtväxter. Inga underarter finns listade i Catalogue of Life.